# Мурашковцы
Мурашковцы, Евангельские христиане святые сионисты — община радикальных пятидесятников, существующая в Белоруссии и на Украине, а также в Молдавии и Казахстане.

## История
Создателем секты был Иван Петрович Мурашко (1891—1953), уроженец деревни Размерки в современном Ивацевичском районе Брестской области Белоруссии. До Первой мировой войны он эмигрировал в США, где стал баптистом, а после Первой мировой войны вернулся на родину (к тому времени его деревня оказалась на территории Польши). Сначала он занимался проповедью баптизма, затем стал пятидесятником. Но стать во главе общины, чего ему хотелось, у него не получилось. Тогда он решил основать свою собственную общину.
Мурашко заявил, что однажды во время молитвы Бог лишил его дара слова, притворился немым, и он отрастил длинные волосы и стал бродить по селам Полесья, проповедуя о скором конце света и призывая к покаянию. Нередко он, собрав группу крестьян, говорил «на разных языках». Затем баптистка Ольга Кирильчук, мать шестерых детей, заявила, что Мурашко может вновь обрести дар речи, если он на ней женится. В конце 1931 года в селе Олыпаны в присутствии большого числа крестьян Мурашко и Кирильчук обвенчались, после чего Мурашко действительно заговорил.
В декабре 1932 года в деревне Воскодавы Ровенского повята Западной Украины (в современной Ровненской области Украины) Иван Мурашко, собрав несколько десятков своих приверженцев, объявил о создании «новой веры», изложив её принципы, которые включали празднование субботы (шаббата), запрещение есть свинину и брить бороду. Мурашко также заявил, что Бог требует «кровавой жертвы», поскольку миру грозит полное уничтожение, после чего нанес на теле своей жены 13 ран. Он стал называть себя «Ильей-пророком», а свою жену — «пророчицей». Для проповеди своей веры они назначили двенадцать «апостолов» и десять их «учеников».
Вскоре число последователей Мурашко составило несколько сот человек. В 1934 году село Краев близ города Сарны было объявлено «Новым Иерусалимом», куда должен явиться Христос. Для создания религиозно-хозяйственного Сиона члены общины приобрели там более 200 гектаров земли и несколько строений, в которых поселились прибывшие в село в ожидании скорого земного дотысячелетнего Второго пришествия. Однако вскоре из-за тесноты и антисанитарии началась эпидемия сыпного тифа и чесотки, заставившая всех вернуться домой.
В конце концов, в 1938 году, украв кассу общины, Иван Мурашко с женой бежали в США, а оттуда — в Аргентину, оставив своих последователей на попечение внучки Мурашко Любови Ушенко, объявившей себя «матерью славы».
После присоединения в 1939 году Западной Украины и Западной Белоруссии к СССР мурашковцы стали действовать полуподпольно как в Ивацевичском районе Брестской области, так и в Ровненской области. Общины мурашковцев существуют там до настоящего времени, небольшое мурашковцев живёт также в Одесской области Украины (где ещё в 1930-е годы проповедовали «апостолы» мурашковцев), а также в Молдавии и Казахстане. Общая численность мурашковцев составляет около 5000 человек.